# Janina Szczupak
Janina Barbara Szczupak (ur. 6 października 1938 w Rybnej, zm. w lutym 2017) – polska piwowar, poseł na Sejm PRL VII kadencji.

## Życiorys
W 1956 ukończyła Państwowe Technikum Browarnicze w Tychach, po czym pracowała w Zakładach Piwowarskich w Okocimiu (jako piwowar zmianowy, a od 1969 jako referent produkcji).
Była działaczką Związku Harcerstwa Polskiego i Związku Młodzieży Polskiej. Do Polskiej Zjednoczonej Partii Robotniczej wstąpiła w 1959. Była w niej I sekretarzem Komitetu Zakładowego, ponadto zasiadała w plenum Komitetu Wojewódzkiego i Komitetu Miejsko-Gminnego. Była też delegatką na VII Zjazd PZPR. Działała także w Lidze Kobiet. W 1976 uzyskała mandat posła na Sejm PRL VII kadencji w okręgu Tarnów. Zasiadała w Komisji Handlu Wewnętrznego, Drobnej Wytwórczości i Usług oraz w Komisji Rolnictwa i Przemysłu Spożywczego.
Przez wiele lat działała w związkach zawodowych w Browarze Okocim. W 2001 współtworzyła Międzyzakładowy NSZZ Pracowników Carlsberg Polska.

## Odznaczenia
- Brązowy Krzyż Zasługi (1973)